# 配達時間帯指定郵便
配達時間帯指定郵便（はいたつじかんたいしていゆうびん、略称：時間帯郵便）は、（指定日の）指定時間帯に配達する郵便サービス。翌朝10時郵便の後継郵便サービスに該当する。2013年10月1日から取り扱いが開始された。

## 概要
午前（8時～12時）・午後（12時～17時）・夜間（17時～21時）の3区分から配達時間帯を指定できる。ただし、「速達で最短で配達できる時間帯」から起算して3区分から選べる。例えば「速達だと翌日午後配達の地域」の場合は「翌日午後、翌日夜間、2日後午前」の3パターンのみから選べる。「配達日指定」のオプションとセットで利用することはできない。なお、時間帯内の細かい時間指定は不可となっている。
「郵便物#再配達サービス」とは、制度上も指定できる時間帯も異なり、差出し時に指定するものである。

### 利用方法
配達時間帯指定郵便を利用するにあたっては、宛名書きは、専用の伝票への記入もしくはWebゆうプリでの印刷が必要である。差し出す日時をもとに、指定時間帯で配達できるか局員による判定が必要のため、郵便局窓口での差出でなければならず、ポストへの差出はできない。
定形郵便物・定形外郵便物にかぎり利用可能である。
配達時間帯指定郵便は、書留扱いと普通扱いの2種類があり、伝票も異なる。
書留扱いの場合は書留とする必要があるため、受領印またはサインが必要となる。そのため留守だと不在通知を入れて局に持ち戻りとなる。
普通扱いの場合は、まず受取人への手渡しを試みるのが正しい配達方法である。ただし会社宛ての場合は、受取人本人に手渡しではなく、ふだんの書留受取担当者（総務担当者や受付嬢）への手渡しでもよい。個人宅宛ての場合は同居の家族への手渡しでもよい。受取人宅が留守の場合は郵便受けに配達する。
いずれも、追跡番号が付いているので、郵便追跡サービスが利用できる。

### 料金
普通扱い・書留扱い共に、250g以内は440円・1kg以内570円・4kg以内920円である。

## 取扱いのできない地域・場所[2][3]
- 定期便が毎日運航されていない島しょ
- 著しく交通が困難な山間部
- 法令等で立ち入りが禁止・制限されている場所（ただし、当該施設等から許可や申請等がある場合は配達可能）

## 併用できるオプションサービス
- 書留扱い　一般書留・現金書留（どちらかが必須）
- 普通扱い　なし